# Японська айва
Японська айва, хеномелес (Chaenomeles) — рід з трьох видів листяних колючих чагарників, зазвичай 1–3 м заввишки, з родини трояндових. Вони родом з Південно-Східної Азії (Китай, Японія, Корея). Ці рослини споріднені з айвою (Cydonia oblonga) і китайською айвою (Pseudocydonia sinensis), відрізняючись зубчастими листками, які позбавлені пуху, і квітками, зібраними в кисті, з листопадними чашолистками і спорідненими в основі квітками.
Листки розташовані по черзі, прості й мають зубчастий край. Квітки 3–4,5 см діаметром, з п'ятьма пелюстками, зазвичай яскраво-оранжево-червоні, але можуть бути білими або рожевими; Цвітіння припадає на кінець зими або на початок весни. Плід — яблукоподібний з п'ятьма плодолистками; дозріває пізньої осені.

## Види та гібриди
| Квіти | Фрукти | Наукова назва           | Звичайне ім'я                                                                                             | Розповсюдження                   | Опис |
| ----- | ------ | ----------------------- | --- | -------------------------------- | --- |
|       |        | Chaenomeles cathayensis | | Західний Китай, Бутан і Бірма    | Має найбільші плоди роду, грушоподібні, 10–15 см завдовжки і 6–9 см шириною. Квітки зазвичай білі або рожеві. Листя 7-14 см завдовжки. |
|       |        | Chaenomeles japonica    | японська айва звичайна                                                                                    | Японія                           | Має дрібні плоди яблукоподібної форми, 3–4 см діаметр. Квітки зазвичай червоні, але можуть бути білими або рожевими. Листків 3-5 см завдовжки. |
|       |        | Chaenomeles speciosa    | японська айва пишна; синоніми: Chaenomeles laganaria, Cydonia lagenaria, Cydonia speciosa, Pyrus japonica | Китай і Корея                    | Має тверді зелені яблукоподібні плоди 5–6 см діаметр. Квіти мають відтінки червоного, білого або вкраплені червоно-білими плямами. Листків 4-7 см завдовжки.                                                                                      |
|       |        | Chaenomeles thibetica   | | Східний Тибет і Західний Сичуань | Дерево або чагарник, зазвичай колючий, 1,5-3,0 м заввишки. Родом з Тибету і південно-центрального Китаю, росте серед чагарників в гірських долинах і на схилах. Він має ефектні рожеві квіти влітку та плодоносить з кінця літа до початку осені. |

### Гібриди
У ботанічних садах садах виведено чотири названі нижче гібриди. Найпоширенішим є C. × superba (гібрид C. speciosa × C. japonica ), тоді як C. × vilmoriniana – гібрид C. speciosa × C. cathayensis, а C. × clarkiana – гібрид C. japonica × C. cathayensis. Гібрид C. × californica є тривидовим гібридом (C. japonica × C. superba × C. cathayensis). Численні сорти всіх цих гібридів доступні в садівництві.

### Використання

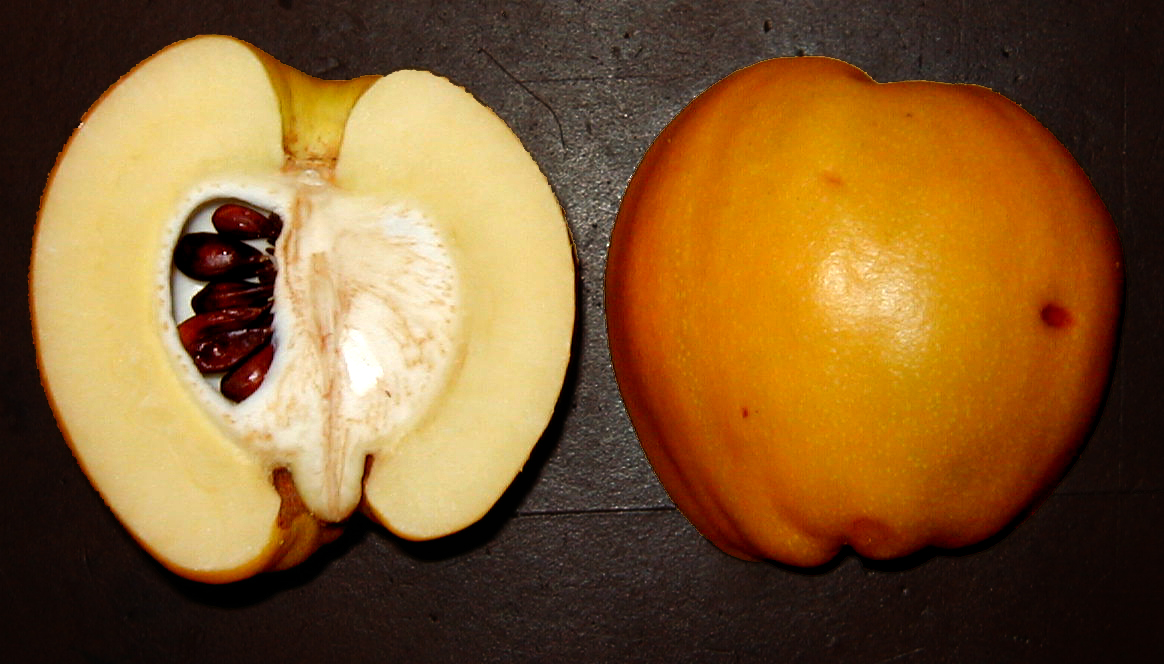
Chaenomeles japonica: плід, розрізаний навпіл.

Ці види стали популярними декоративними чагарниками в деяких частинах Європи та Північної Америки, їх вирощують у садах як через їх яскраві квіти, так і як колючий бар'єр. Деякі сорти виростають до 2-х м заввишки, але інші набагато менші і повзучі. Плоди тверді і – хоча і менш терпкі, ніж айва – неприємні для вживання в сирому вигляді, на смак вони схожі на незріле яблуко з кислотністю лимона, хоча вони пом'якшуються і стають менш терпкими після заморозків (через процес блетування). Плоди придатні для приготування лікерів, а також мармеладу та варення, оскільки містять більше пектину, ніж яблука та справжня айва. Дерево підходить для вирощування як бонсай.

## Зовнішні посилання
- Запис Chaenomeles speciosa в базі даних «Рослини для майбутнього».
- Відділ сільського господарства університету Арканзасу: квітуча японська айва пишна (Chaenomeles speciosa)